# Haslev (plaats)
Haslev  is een plaats en een voormalige gemeente op het Deense eiland Seeland. De oppervlakte bedroeg 132,65 km². De gemeente telde 14.781 inwoners waarvan 7332 mannen en 7449 vrouwen (cijfers 2005).
Bij de gemeentelijke herindeling van 2007 werden de gemeenten Fakse, Haslev en Rønnede samengevoegd tot de gemeente Faxe.

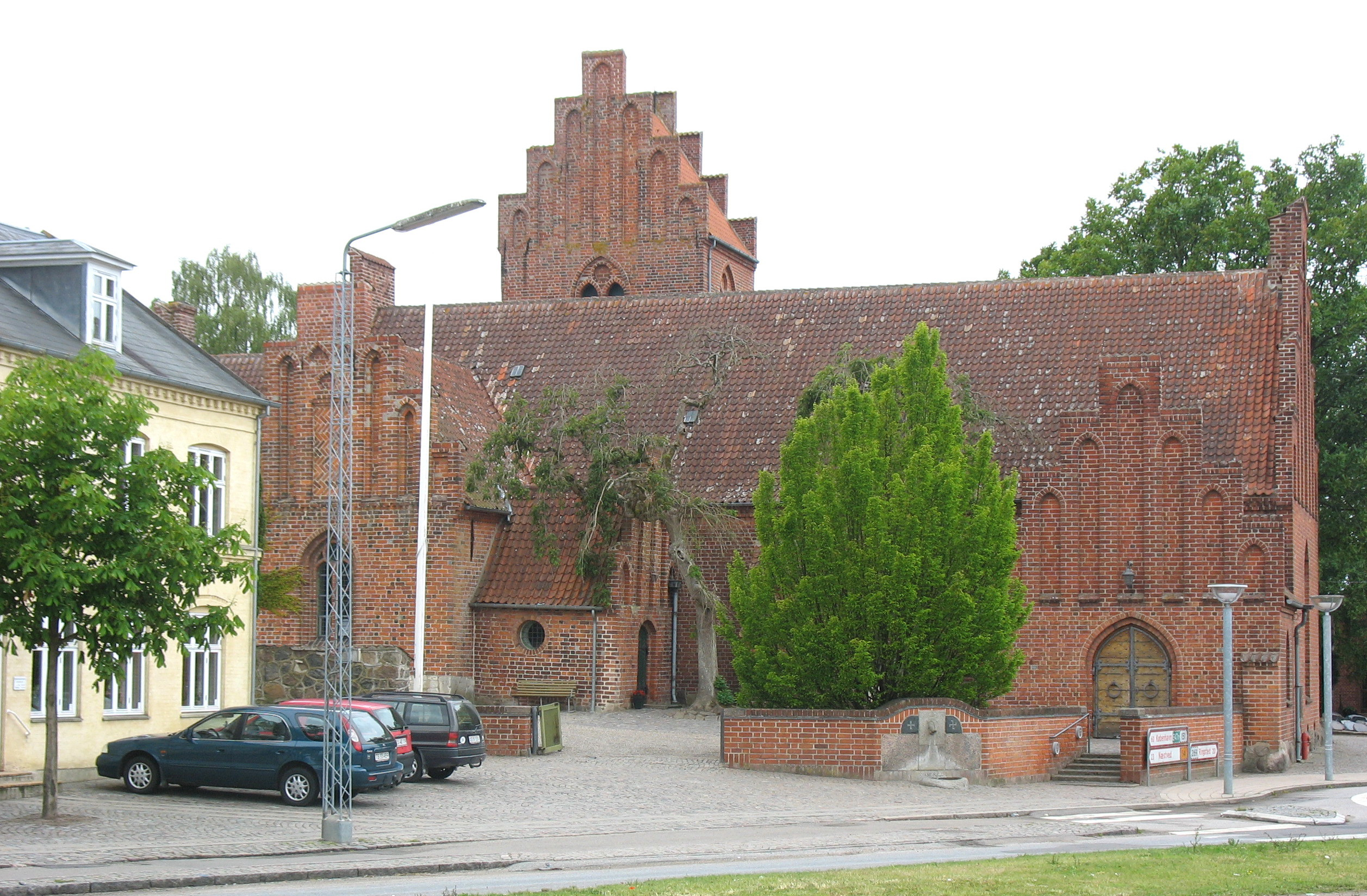
Kerk

## Geboren
- Jesper Bodilsen (1970), Deens jazz-bassist

- Nationale Bibliotheek van Tsjechië: ge1154306
- Virtual International Authority File: 170420640